# Wakanohana Kanji II.

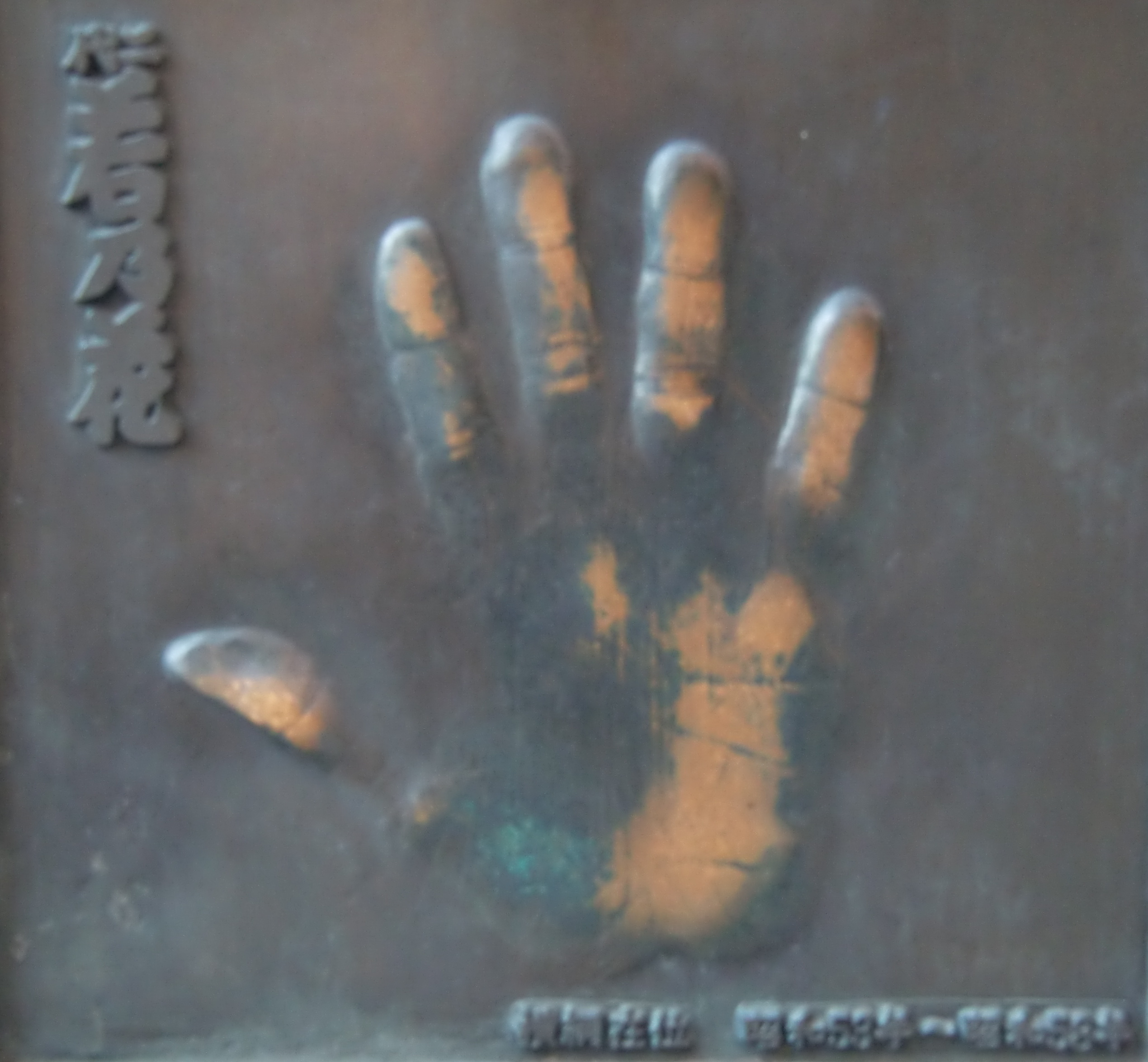
Wakanohana Kanji II Handabdruck

Wakanohana Kanji (II.), japanisch 若乃花 幹士 (2代), eigentlich Shimoyama Katsunori, japanisch 勝則 下山, (* 3. April 1953 in Owani, Präfektur Aomori; † 16. Juli 2022 in Osaka) war ein japanischer Sumōringer. Er war der 56. Yokozuna.
Wakanohana, der nicht mit den beiden anderen bekannten Ringern dieses Namens verwandt ist, begann seine sportliche Karriere im Juli 1968 als Eleve des Ringerstalls Futagano-beya, dabei noch den Kampfnamen (Shikona) "Wakamisugi Kanji" verwendend, den er bis nach seinem Aufstieg in die Makuuchi-Division im November 1973 beibehielt. Mit 1,86 m Körpergröße war Wakanohana zwar nicht klein, aber mit unter 130 kg gehörte er zu den weniger schweren Sumōringern. Seine Stärken lagen in Geschwindigkeit und Technik. 
Im Juli 1974 nannte er sich "Wakamisugi Toshihito". Seinen endgültigen Shikona nahm er erst nach seiner Promotion zum Yokozuna an, er übernahm ihn von seinem Stallmeister Futagoyama Oyakata, dem ehemaligen 45. Yokozuna, mit dessen Tochter er vorübergehend verheiratet war und als dessen designierter Nachfolger er damals galt.
Im Januar 1975 erreichte Wakanohana zum ersten Mal die vorderen Ränge der Liga, und im März 1977 erhob man ihn in den Meisterrang Ōzeki. Das im Mai folgende Natsu-Basho gewann er daraufhin mit 13–2. Obwohl er in der Folgezeit mehrere Turniere mit dem gleichen oder sogar einem besseren Resultat abschloss, konnte er vorerst keinen Turniersieg (Yusho) verbuchen, weil Yokozuna Kitanoumi stets einen Deut besser rangierte. Dennoch wurde Wakanohana nach einem Ergebnis von 40 Siegen in drei Turnieren ohne weiteren Turniersieg zum Yokozuna ernannt.
Im November des Jahres erreichte er seinen zweiten Turniersieg, ohne selbst eine Niederlage zu erleiden. Er blieb jedoch weiterhin im Schatten Kitanoumis und konnte nur noch 1979 und 1980 je einen Yusho erstreiten, was den Erwartungen an einen Yokozuna nicht entspricht. Als 1981/1982 Chiyonofuji in die Fußstapfen Kitanoumis trat und Wakanohana keine Erfolge mehr landete, trat er im Januar 1983 im Alter von nur 29 Jahren und einem Makuuchi-Rekord von 512 Siegen, 234 Niederlagen und 70 nicht bestrittenen Kämpfen zurück (Gesamtkarriere 656–323–85).
Nach seiner Karriere als Ringer gründete Wakanohana den Ringerstall Magaki-beya.
Wakanohana starb am 16. Juli 2022 im Alter von 69 Jahren an Lungenkrebs.